# Monegaška košarkaška reprezentacija
Monegaška košarkaška reprezentacija predstavlja državu Monako u međunarodnoj muškoj košarci. Nadležni savez član je FIBA-e od 1987. Nastupali su na Igrama malih europskih država 2003. (upisali tri poraza) i 2007. (upisali pet poraza). Nisu nikada nastupali na europskim prvenstvima divizije C odnosno prvenstvima malih europskih država.